# Trichosurus cunninghami
Trichosurus cunninghami — вид сумчастих ссавців родини Кускусові (Phalangeridae).

## Поширення
Ендемік південно-східної Австралії. Зустрічається від рівня моря до 1300 м над рівнем моря. Це головним чином лазячий вид, різних висот відкритих і закритих типів лісів. Самиця народжує одне маля після періоду вагітності між 15 і 17 днів; молодь живе в сумці п'ять-шість місяців. Уздовж Snowy River робить нори в скелястих ущелинах, а не отворах або колодах дерев.

## Опис
Середнього розміру (від 2,6 до 4,2 кг) сумчасті. Вони мають товсте, світло-сіро-коричневе хутро, і довгий, темно-сірий, пухнастий хвіст. Вони морфологічно відрізняються від своїх близьких родичів, Trichosurus caninus, які знаходиться безпосередньо близько на північ. Статевий диморфізм не помітний.

## Звички
Веде напів-деревний нічний спосіб життя.  

## Загрози та охорона
Немає великих загрози цьому виду. Оформлення землі для сільського та лісового господарства є загрозою в деяких частинах ареалу. Лисиці також можуть бути проблемою.